# 梁衍忻
梁衍忻（英語：Zoe Leung Hin-yan，1994年—），香港本土派政治人物，曾於2020年至2021年擔任西貢區議會議員。作為西貢區居民的她在2019年於將軍澳社區推廣資源回收，及後在2019年香港區議會選舉中參選西貢區議會的西貢市中心選區議席，並以超過四百票之差大勝盤踞該議席30多年的區議會主席吳仕福。她在任內正值2019冠狀病毒病香港疫情時期，多次針對地區防疫措施提出建議及行動。及後，她於2020年7月為2020年香港立法會選舉民主派初選招募及培訓義工，以支持票站的運作。在香港民主派初選大搜捕後，她在2021年7月9日因個人健康原因辭任區議員。

## 早年生活
梁衍忻在1994年於英屬香港出生，並一直在西貢區將軍澳生活。在2019年，她與友人在將軍澳社區推廣資源回收，並將整個計劃名為「正澳」，最終目標為推動社區參與。

## 政治生涯

### 選舉

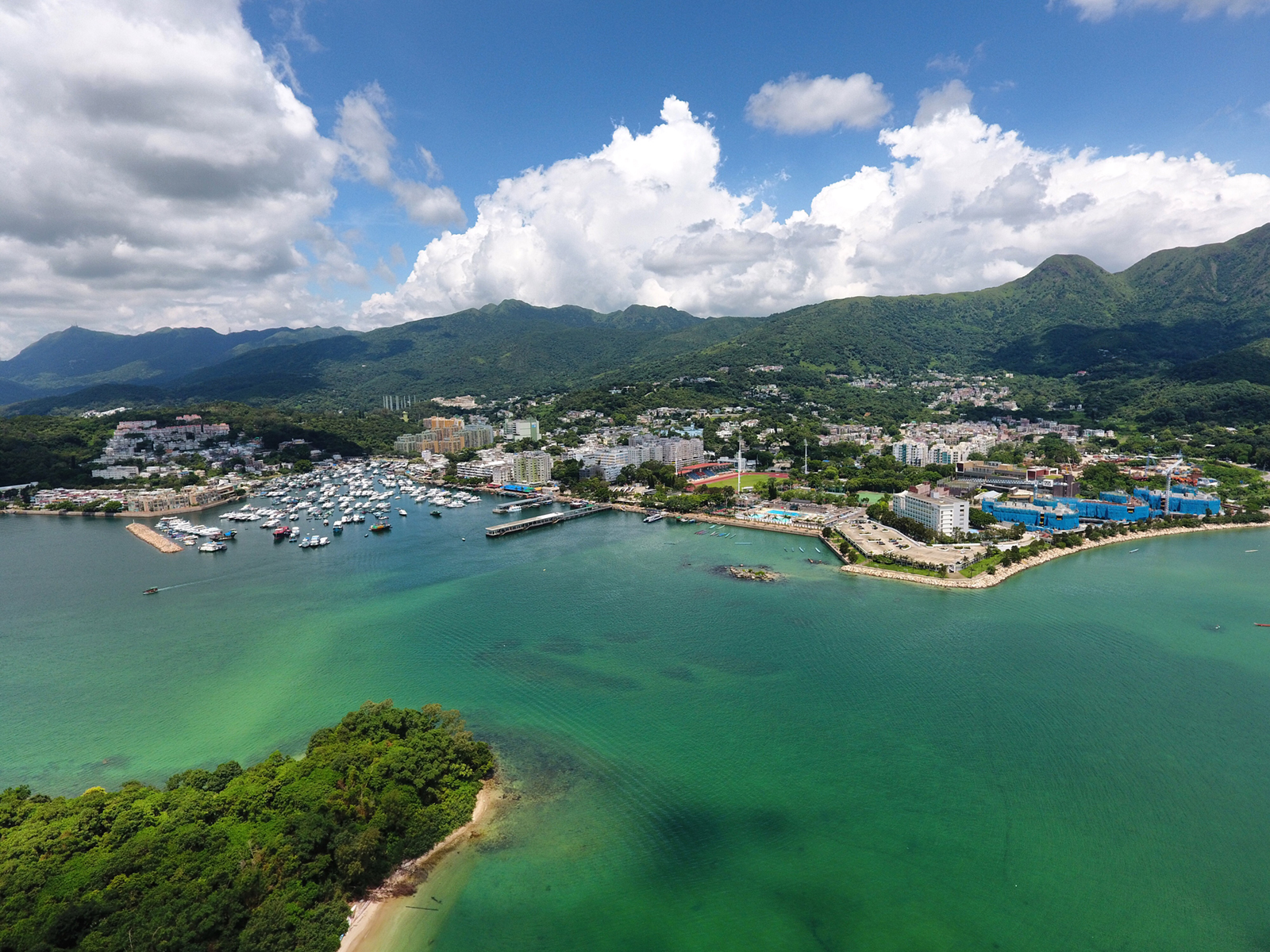
2017年的西貢市中心

梁衍忻在2019年香港區議會選舉中參選西貢區議會的西貢市中心選區議席，挑戰自1994年起出任區議會主席的民建聯代表吳仕福。她與陳嘉琳及何偉航組織跨政黨平台西貢鄉民出選西貢區鄉鎮一帶的議席，惟自三人宣佈參選後就婁受威嚇，及後梁的街站義工更遭到潑糞，三日內兩度需要報警處理。雖然她的政綱包括加強規管新界小型屋宇政策而動搖新界原居民的利益，而且對手地區資源及網絡均佔有絕對優勢而選情不被看好，但最終她在選舉上取得2,550票，以413票之差大勝吳仕福而轟動全港。

### 區議員任期

#### 區議會
由於民主派自2020年起控制西貢區議會絕大部分議席，故此監察警務處及12港人案等議程得以被提出，西貢民政事務專員趙燕驊多次以不符合區議會職權為由離席。然而，設立社區連儂牆及審視陶輝在區內的牌照屋違例等地區議題同樣受到阻撓。最終，梁在2020年9月3日的區議會會議上提出討論官員離席情況，惟趙燕驊仍以不符合職權為由將議程剔除並離席。
由梁擔任主席的區議會文化、歷史及體育工作小組在2020年10月的會議因出席人數不足而流會，她直接批評缺席區議員疏忽職守，亦不應加入無暇出席的工作小組。事件更被建制派的議會監察組織納入報告，抨擊民主派主導的區議會對職責敷衍了事。

#### 防疫措施
2019冠狀病毒病香港疫情在2020年初爆發，香港政府於2020年1月在沒公佈下準備將鄰近民居的西貢戶外康樂中心設為檢疫中心。梁衍忻在得悉事件後於1月23日起連日向港府多個部門查詢下不獲回覆，而港府在2月2日以社会化媒体帖文確認安排，她對港府在沒有諮詢下倉猝決定極度不滿。

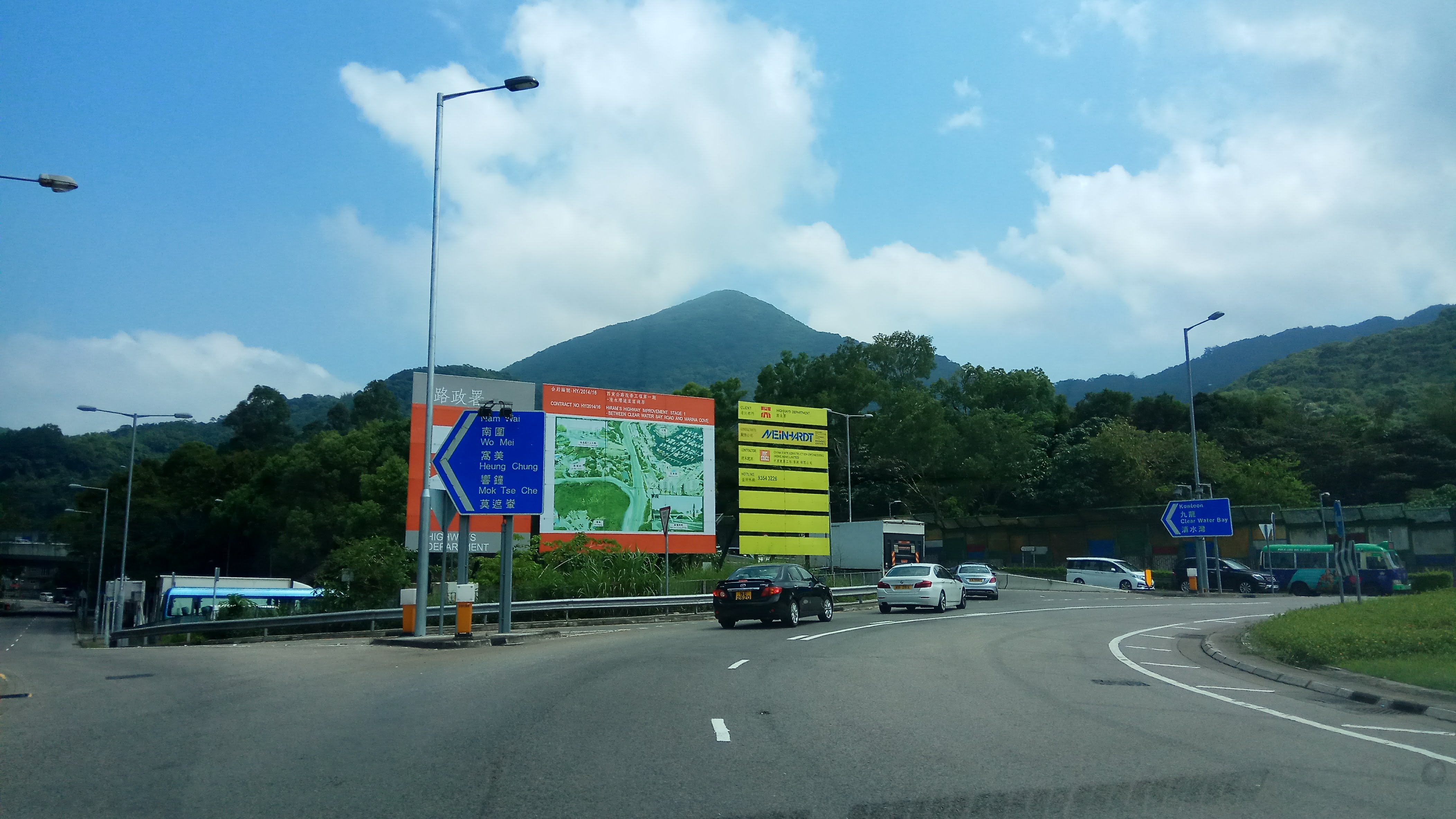
梁衍忻曾因西貢過多遊客而在南邊圍迴旋處懸掛條幅

由於各國因疫情而實施旅行限制，梁衍忻極為關注西貢半島的數個熱門的香港郊野公園在疫情期間人滿為患。往來西貢市及九龍的新界區專線小巴1A線在2020年7月傳出營運商管理層人員確診，梁立即跟進事件並促使小巴公司以醫療級光觸媒消毒車輛。同月及後，她亦關注有不少聚集過百人的遊艇派對由黃石碼頭及西貢碼頭出海，並指出遊艇為交通工具故不受《預防及控制疾病（禁止羣組聚集）規例》限制，但亦認為禁止全面遊艇派對會使船公司在夏日旺季的生意大減而面臨嚴重虧蝕。最終，梁於麥邊及新西貢公路的南邊圍懸掛條幅，建議區外人士放棄進入西貢市及西貢半島的行程。

#### 性別及家庭政策
梁衍忻在2020年7月表示支持將軍澳隧道新建的轉乘站設立中性廁所，並認為廣設中性廁所可有助緩解男女性公共廁所比例不均勻等問題。另外，雖然她為基督徒，但就不認同基督教組織明光社反對區議會支持香港同志遊行。

#### 地區設施及管理
梁衍忻代表的西貢市中心選區包括對面海數條鄉村，她關注對面海街市長年有大量檔位空置且未有善用空間，並與多個組織合辦「街市研習室」將空置檔位用作社區活動，提供社區展覽、探索團、工作坊及遊戲攤位等。對於西貢第4區綜合大樓工程，她則質疑工程包含的公眾停車場未有泊位數量的詳細設計下能否應付需要及配合整體交通及人流管理需要。同時，她亦指出西貢公路的四車道擴闊工程嚴重破壞沿路的鄉郊景觀，並對行人構成危險。另外，她曾跟進香港警務處在深夜時份於區內拍攝造成巨響，並使處方停止使用有關爆破物料。

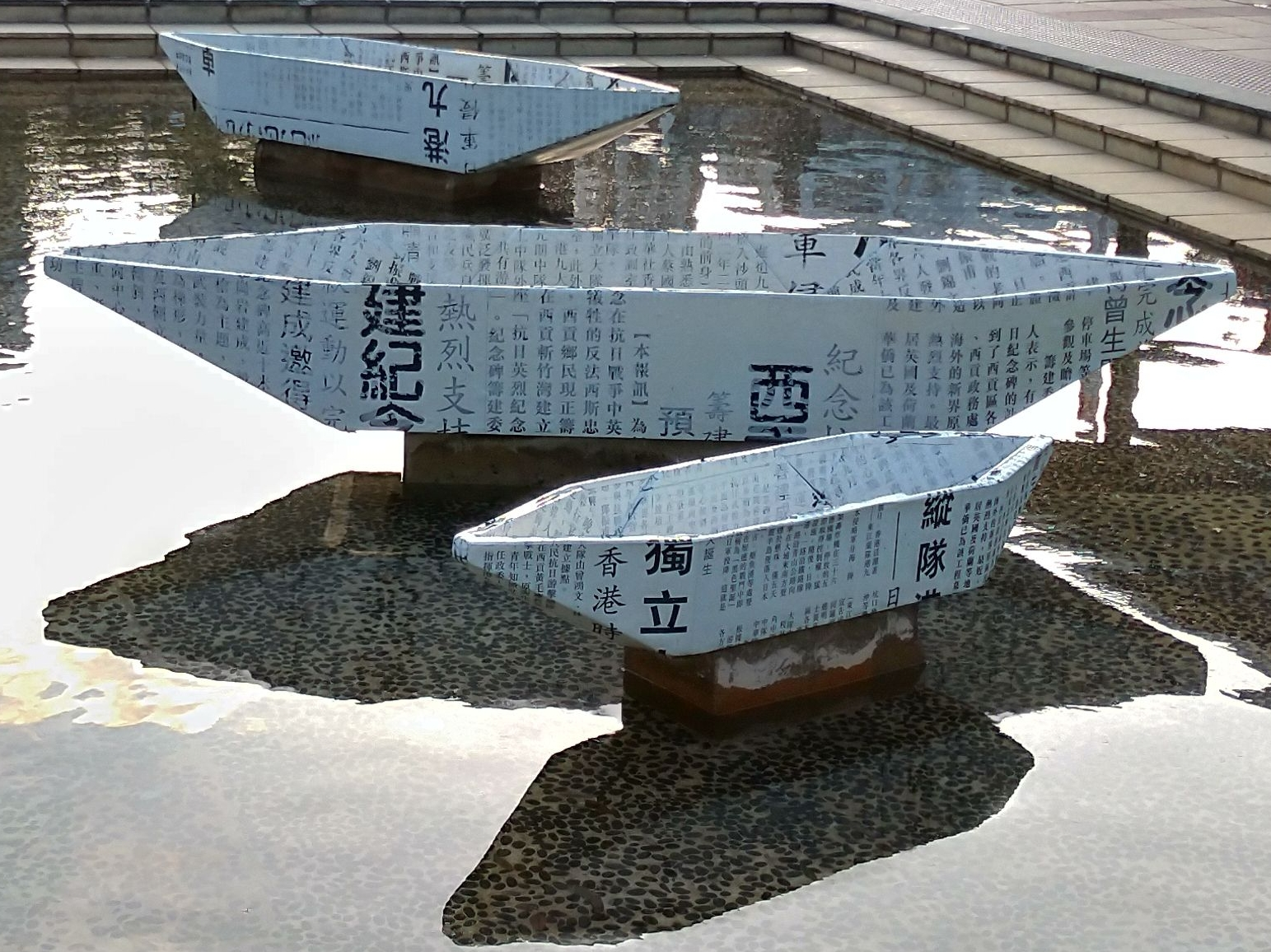
西貢海濱公園的紙船在未翻新前含有「香港」及「獨立」字樣圖案

西貢市向來以街頭藝術及壁畫聞名，梁對此亦予以支持，並親身參與壁畫節活動。不過，康樂及文化事務署在2021年5月為西貢海濱公園內紙船裝飾藝術翻新，將原有1998年《大公報》的報章圖案移除，她質疑因當中東江縱隊港九獨立大隊的「獨立」二字與旁邊的「香港」引起尷尬而除去，認為政府應妥善解釋類似情況會否違反《香港國安法》。然而，香港立法會議員梁志祥則認為她是藉機會宣揚香港獨立運動，更前往政府總部示威並促請港府褫奪她的區議員議席。

#### 辭任
她於2020年7月為2020年香港立法會選舉民主派初選招募及培訓義工，以支持票站的運作。隨著《香港國安法》的訂立，在香港民主派初選大搜捕後，梁衍忻需面臨更大的工作壓力，亦因而思考留任與否。及後，長期受湿疹困擾的她需留院接受治療，故她在2021年7月9日宣佈以個人健康為由辭任區議員。

## 外部連結
- 梁衍忻的Facebook專頁

| 議會席位      | 議會席位                                                 | 議會席位 |
| ------------- | -------------------------------------------------------- | -------- |
| 前任： 吳仕福 | 西貢區議會議員 西貢市中心選區 2020年1月1日－2021年7月9日 | 空缺     |